# Interlands Mozambikaans voetbalelftal 2010-2019
Deze pagina toont een chronologisch en gedetailleerd overzicht van de interlands die het Mozambikaans voetbalelftal speelde in de periode 2010 – 2019.

## Interlands

### 2010
|                                                     |                                   |       |            |                                                                        |
| 6 januari Vriendschappelijk № ?? «onderlinge duels» | Gabon                             | 2 – 0 | Mozambique | Vrystaatstadion, Bloemfontein Scheidsrechter: Mbongiseni Fakudze (SWZ) |
| 6 januari Vriendschappelijk № ?? «onderlinge duels» | Paito 5' (e.d.) Daniel Cousin 76' |       |            | Vrystaatstadion, Bloemfontein Scheidsrechter: Mbongiseni Fakudze (SWZ) |

| Afrika Cup 2010 |
| --------------- |

|                                                         |                   |       |                                                  |                                                                                               |
| 12 januari Afrika Cup № ?? «onderlinge duels» 19:30 uur | Mozambique        | 2 – 2 | Benin                                            | Estádio Nacional de Ombaka, Benguela Toeschouwers: 15.000 Scheidsrechter: Khalid Rahman (SOE) |
| 12 januari Afrika Cup № ?? «onderlinge duels» 19:30 uur | Miró 30' Fumo 55' |       | 15' (pen.) Razak Omotoyossi 21' (o.g) Dário Khan | Estádio Nacional de Ombaka, Benguela Toeschouwers: 15.000 Scheidsrechter: Khalid Rahman (SOE) |

|                                                         |                                        |       |            |                                                                                               |
| 16 januari Afrika Cup № ?? «onderlinge duels» 19:30 uur | Egypte                                 | 2 – 0 | Mozambique | Estádio Nacional de Ombaka, Benguela Toeschouwers: 16.000 Scheidsrechter: Kokou Djaoupé (TOG) |
| 16 januari Afrika Cup № ?? «onderlinge duels» 19:30 uur | Dario Khan 47' (e.d.) Mohamed Nagy 81' |       |            | Estádio Nacional de Ombaka, Benguela Toeschouwers: 16.000 Scheidsrechter: Kokou Djaoupé (TOG) |

|                                                         |                                                               |       |            |                                                                                  |
| 20 januari Afrika Cup № ?? «onderlinge duels» 17:00 uur | Nigeria                                                       | 3 – 0 | Mozambique | Alto da Chela, Lubango Toeschouwers: 8.050 Scheidsrechter: Koman Coulibaly (MAL) |
| 20 januari Afrika Cup № ?? «onderlinge duels» 17:00 uur | Peter Odemwingie 45' Peter Odemwingie 47' Obafemi Martins 86' |       |            | Alto da Chela, Lubango Toeschouwers: 8.050 Scheidsrechter: Koman Coulibaly (MAL) |

|  |  |  |  |  |  |  |  |  |

|                                                             |            |       |          |                            |
| 3 maart Vriendschappelijk № ?? «onderlinge duels» 14:00 uur | Mozambique | 0 – 1 | Botswana | Estádio da Machava, Matola |
| 3 maart Vriendschappelijk № ?? «onderlinge duels» 14:00 uur |            |       |          | Estádio da Machava, Matola |

|                                                            |                                             |       |            |                                                                                      |
| 8 juni Vriendschappelijk № ?? «onderlinge duels» 16:30 uur | Portugal                                    | 3 – 0 | Mozambique | Bidveststadion, Johannesburg Toeschouwers: 34.000 Scheidsrechter: Matthew Dyer (RSA) |
| 8 juni Vriendschappelijk № ?? «onderlinge duels» 16:30 uur | Danny 52' Hugo Almeida 75' Hugo Almeida 83' |       |            | Bidveststadion, Johannesburg Toeschouwers: 34.000 Scheidsrechter: Matthew Dyer (RSA) |

|                                                                 |                                         |       |                         |                                                                 |
| 11 augustus Vriendschappelijk № ?? «onderlinge duels» 15:00 uur | Mozambique                              | 2 – 1 | Swaziland               | Estádio da Machava, Maputo Scheidsrechter: Daniel Bennett (RSA) |
| 11 augustus Vriendschappelijk № ?? «onderlinge duels» 15:00 uur | Elias Pelembe 6' (pen.) Almiro Lobo 56' |       | 50' (pen.) Siza Dlamini | Estádio da Machava, Maputo Scheidsrechter: Daniel Bennett (RSA) |

|                                                                            |            |       |       |                                                                        |
| 5 september Kwalificatie Afrika Cup 2012 № ?? «onderlinge duels» 15:00 uur | Mozambique | 0 – 0 | Libië | Estádio do Desportivo, Maputo Scheidsrechter: Aboubacar Bangoura (GUI) |
| 5 september Kwalificatie Afrika Cup 2012 № ?? «onderlinge duels» 15:00 uur |            |       |       | Estádio do Desportivo, Maputo Scheidsrechter: Aboubacar Bangoura (GUI) |

|                                                                          |         |                               |            |                                                                             |
| 9 oktober Kwalificatie Afrika Cup 2012 № ?? «onderlinge duels» 15:00 uur | Comoren | 0 – 1                         | Mozambique | Stade Said Mohamed Cheikh, Mitsamiouli Scheidsrechter: Ramadhan Ibada (TAN) |
| 9 oktober Kwalificatie Afrika Cup 2012 № ?? «onderlinge duels» 15:00 uur |         | 90+1' Josimar Tiago Machaisse |            | Stade Said Mohamed Cheikh, Mitsamiouli Scheidsrechter: Ramadhan Ibada (TAN) |

|                                                                 |                            |       |                                                               |                                                                     |
| 17 november Vriendschappelijk № ?? «onderlinge duels» 12:00 uur | Mozambique                 | 1 – 3 | Zimbabwe                                                      | Estádio do Maxaquene, Maputo Scheidsrechter: Estevao Matsinhe (MOZ) |
| 17 november Vriendschappelijk № ?? «onderlinge duels» 12:00 uur | Isac Carvalho 90+2' (pen.) |       | 45' Knowledge Musona 59' Nyasha Mushekwi 87' Terrence Mandaza | Estádio do Maxaquene, Maputo Scheidsrechter: Estevao Matsinhe (MOZ) |

### 2011
|                                                      |                    |       |                         |                            |
| 9 februari Vriendschappelijk № ?? «onderlinge duels» | Mozambique         | 1 – 1 | Botswana                | Estádio da Machava, Maputo |
| 9 februari Vriendschappelijk № ?? «onderlinge duels» | Hélder Pelembe 55' |       | 35' Moemedi Moatlhaping | Estádio da Machava, Maputo |

|                                                               |            |                                          |        |                               |
| 27 maart Kwalificatie Afrika Cup 2012 № ?? «onderlinge duels» | Mozambique | 0 – 2                                    | Zambia | Estádio do Desportivo, Maputo |
| 27 maart Kwalificatie Afrika Cup 2012 № ?? «onderlinge duels» |            | 15' James Chamanga 90+2' Emmanuel Mayuka |        | Estádio do Desportivo, Maputo |

|                                                    |                                 |       |          |                               |
| 23 april Vriendschappelijk № ?? «onderlinge duels» | Mozambique                      | 2 – 0 | Tanzania | Estádio do Desportivo, Maputo |
| 23 april Vriendschappelijk № ?? «onderlinge duels» | Jerry Sitoe 17' Jerry Sitoe 50' |       |          | Estádio do Desportivo, Maputo |

|                                                             |                                                                     |       |            |                               |
| 3 juni Kwalificatie Afrika Cup 2012 № ?? «onderlinge duels» | Zambia                                                              | 3 – 0 | Mozambique | Konkolastadion, Chililabombwe |
| 3 juni Kwalificatie Afrika Cup 2012 № ?? «onderlinge duels» | Christopher Katongo 48' Christopher Katongo 68' Collins Mbesuma 71' |       |            | Konkolastadion, Chililabombwe |

|                                                                  |                  |       |            |                           |
| 3 september Kwalificatie Afrika Cup 2012 № ?? «onderlinge duels» | Libië            | 1 – 0 | Mozambique | Petro Sportstadion, Caïro |
| 3 september Kwalificatie Afrika Cup 2012 № ?? «onderlinge duels» | Rabee Allafi 29' |       |            | Petro Sportstadion, Caïro |

|                                                                |                                                    |       |         |                               |
| 8 oktober Kwalificatie Afrika Cup 2012 № ?? «onderlinge duels» | Mozambique                                         | 3 – 0 | Comoren | Estádio do Desportivo, Maputo |
| 8 oktober Kwalificatie Afrika Cup 2012 № ?? «onderlinge duels» | Maninho 6' Dário Monteiro 18' (pen.) Dominguês 39' |       |         | Estádio do Desportivo, Maputo |

|                                                                    |         |                        |            |                                                                                             |
| 11 november Kwalificatie WK 2014 № ?? «onderlinge duels» 15:00 uur | Comoren | 0 – 1                  | Mozambique | Stade Said Mohamed Cheikh, Mitsamiouli Toeschouwers: 3.000 Scheidsrechter: David Jane (LES) |
| 11 november Kwalificatie WK 2014 № ?? «onderlinge duels» 15:00 uur |         | 54' (pen.) Almiro Lobo |            | Stade Said Mohamed Cheikh, Mitsamiouli Toeschouwers: 3.000 Scheidsrechter: David Jane (LES) |

|                                                                    |                                                                        |       |                      |                                                                                     |
| 15 november Kwalificatie WK 2014 № ?? «onderlinge duels» 19:00 uur | Mozambique                                                             | 4 – 1 | Comoren              | Estádio da Machava, Maputo Toeschouwers: 10.000 Scheidsrechter: Ruzive Ruzive (ZIM) |
| 15 november Kwalificatie WK 2014 № ?? «onderlinge duels» 19:00 uur | Dominguês 26' Jerry Sitoe 45' Francisco Massinga 59' Clésio Bauque 84' |       | 72' Mohamed Youssouf | Estádio da Machava, Maputo Toeschouwers: 10.000 Scheidsrechter: Ruzive Ruzive (ZIM) |

### 2012
|                                                       |                                                            |       |            |                              |
| 22 februari Vriendschappelijk № ?? «onderlinge duels» | Namibië                                                    | 3 – 0 | Mozambique | Sam Nujoma Stadium, Windhoek |
| 22 februari Vriendschappelijk № ?? «onderlinge duels» | Sidney Urikhob 45' Benson Shilongo 64' Benson Shilongo 85' |       |            | Sam Nujoma Stadium, Windhoek |

|                                                             |                     |       |                   |                                                                                     |
| 29 februari Kwalificatie Afrika Cup № ?? «onderlinge duels» | Tanzania            | 1 – 1 | Mozambique        | Benjamin Mkapa National Stadium, Dar es Salaam Scheidsrechter: Mohamed Farouk (EGY) |
| 29 februari Kwalificatie Afrika Cup № ?? «onderlinge duels» | Mwinyi Kazimoto 38' |       | 19' Clesio Bauque | Benjamin Mkapa National Stadium, Dar es Salaam Scheidsrechter: Mohamed Farouk (EGY) |

|                                                 |                                                              |       |            |                                                                 |
| 2 mei Vriendschappelijk № ?? «onderlinge duels» | Iran                                                         | 3 – 0 | Mozambique | Enghelabstadion, Karaj Scheidsrechter: Saeid Bakhshizadeh (IRN) |
| 2 mei Vriendschappelijk № ?? «onderlinge duels» | Mohammad Gholami 11' Abolghasim Dehnavi 41' Pejman Nouri 59' |       |            | Enghelabstadion, Karaj Scheidsrechter: Saeid Bakhshizadeh (IRN) |

|                                                  |            |       |         |                            |
| 26 mei Vriendschappelijk № ?? «onderlinge duels» | Mozambique | 0 – 0 | Namibië | DJK-Sportzentrum, Würzburg |
| 26 mei Vriendschappelijk № ?? «onderlinge duels» |            |       |         | DJK-Sportzentrum, Würzburg |

|                                                             |                                         |       |            |                                                                                        |
| 1 juni Kwalificatie WK 2014 Groep G № ?? «onderlinge duels» | Egypte                                  | 2 – 0 | Mozambique | Borg El Arab Stadium, Alexandrië Toeschouwers: 0 Scheidsrechter: Sylvester Kirwa (KEN) |
| 1 juni Kwalificatie WK 2014 Groep G № ?? «onderlinge duels» | Mahmoud Fathallah 56' Mohamed Zidan 63' |       |            | Borg El Arab Stadium, Alexandrië Toeschouwers: 0 Scheidsrechter: Sylvester Kirwa (KEN) |

|                                                              |            |       |          |                                                                        |
| 10 juni Kwalificatie WK 2014 Groep G № ?? «onderlinge duels» | Mozambique | 0 – 0 | Zimbabwe | Estadio Nacional do Zimpeto, Maputo Scheidsrechter: Ali Kalyango (OEG) |
| 10 juni Kwalificatie WK 2014 Groep G № ?? «onderlinge duels» |            |       |          | Estadio Nacional do Zimpeto, Maputo Scheidsrechter: Ali Kalyango (OEG) |

|                                                         | |       | |                                                                 |
| 17 juni Kwalificatie Afrika Cup № ?? «onderlinge duels» | Mozambique | 1 – 1 | Tanzania | Estádio da Machava, Maputo Scheidsrechter: Daniel Bennett (RSA) |
| 17 juni Kwalificatie Afrika Cup № ?? «onderlinge duels» | Jerry Sitoe 10' |       | 89' Aggrey Morris | Estádio da Machava, Maputo Scheidsrechter: Daniel Bennett (RSA) |
| 17 juni Kwalificatie Afrika Cup № ?? «onderlinge duels» | Strafschoppen |       | | Estádio da Machava, Maputo Scheidsrechter: Daniel Bennett (RSA) |
| 17 juni Kwalificatie Afrika Cup № ?? «onderlinge duels» | Carlos Chimomole Mexer Almiro Lobo Francisco Massinga Paíto Clésio Bauque Zainadine Júnior Stelio Telinho Domingues | 7 – 6 | Aggrey Morris Amir Maftah Shaban Nditi Kelvin Yondani Shomari Kapombe John Bocco Frank Domayo Mrisho Ngassa Mbwana Samata | Estádio da Machava, Maputo Scheidsrechter: Daniel Bennett (RSA) |

|                                                   |                      |       |            |                                    |
| 23 juni Vriendschappelijk № ?? «onderlinge duels» | Vietnam              | 1 – 0 | Mozambique | Thống Nhấtstadion, Ho Chi Minhstad |
| 23 juni Vriendschappelijk № ?? «onderlinge duels» | Thanh Luong Pham 63' |       |            | Thống Nhấtstadion, Ho Chi Minhstad |

|                                                       |                                         |       |            |                                                           |
| 15 augustus Vriendschappelijk № ?? «onderlinge duels» | Angola                                  | 2 – 0 | Mozambique | Estádio Nacional de Ombaka, Benguela Toeschouwers: 35.000 |
| 15 augustus Vriendschappelijk № ?? «onderlinge duels» | Dominique Kivuvu 49' Manucho 64' (pen.) |       |            | Estádio Nacional de Ombaka, Benguela Toeschouwers: 35.000 |

|                                                             |                                     |       |         |                                                                  |
| 9 september Kwalificatie Afrika Cup № ?? «onderlinge duels» | Mozambique                          | 2 – 0 | Marokko | Estádio do Zimpeto, Maputo Scheidsrechter: Sylvester Kirwa (KEN) |
| 9 september Kwalificatie Afrika Cup № ?? «onderlinge duels» | Almiro Lobo 74' Elias Pelembe 90+3' |       |         | Estádio do Zimpeto, Maputo Scheidsrechter: Sylvester Kirwa (KEN) |

|                                                        |                                      |       |            |                                                                   |
| 11 september Vriendschappelijk № ?? «onderlinge duels» | Zuid-Afrika                          | 2 – 0 | Mozambique | Mbombelastadion, Mbombela Scheidsrechter: Mbongiseni Fakude (SWZ) |
| 11 september Vriendschappelijk № ?? «onderlinge duels» | Bernard Parker 7' Bernard Parker 88' |       |            | Mbombelastadion, Mbombela Scheidsrechter: Mbongiseni Fakude (SWZ) |

|                                                            |                                                                                     |       |            |                                                                                      |
| 13 oktober Kwalificatie Afrika Cup № ?? «onderlinge duels» | Marokko                                                                             | 4 – 0 | Mozambique | Stade de Marrakech, Marrakesh Toeschouwers: 40.000 Scheidsrechter: Sidi Alioum (CMR) |
| 13 oktober Kwalificatie Afrika Cup № ?? «onderlinge duels» | Abdelaziz Barrada 38' Houssine Kharja 64' Youssef El Arabi 85' Nordin Amrabat 90+3' |       |            | Stade de Marrakech, Marrakesh Toeschouwers: 40.000 Scheidsrechter: Sidi Alioum (CMR) |

### 2013
|                                                               |            |       |        |                                                                                        |
| 24 maart Kwalificatie WK 2014 Groep G № ?? «onderlinge duels» | Mozambique | 0 – 0 | Guinee | Estádio do Zimpeto, Maputo Toeschouwers: 25.000 Scheidsrechter: El Fadil Mohamed (EGY) |
| 24 maart Kwalificatie WK 2014 Groep G № ?? «onderlinge duels» |            |       |        | Estádio do Zimpeto, Maputo Toeschouwers: 25.000 Scheidsrechter: El Fadil Mohamed (EGY) |

|                                                             | |       |                          |                                                                                       |
| 9 juni Kwalificatie WK 2014 Groep G № ?? «onderlinge duels» | Guinee | 6 – 1 | Mozambique               | Stade du 28 Septembre, Conakry Toeschouwers: 14.000 Scheidsrechter: Kouame Ndri (CIV) |
| 9 juni Kwalificatie WK 2014 Groep G № ?? «onderlinge duels» | Mohamed Yattara 16' Sadio Diallo 34' Sadio Diallo 45' (pen.) Ibrahima Traoré 74' Mohamed Diarra 80' Mohamed Yattara 90' |       | 44' (pen.) Elias Pelembe | Stade du 28 Septembre, Conakry Toeschouwers: 14.000 Scheidsrechter: Kouame Ndri (CIV) |

|                                                              |            |                   |        |                                                                                     |
| 16 juni Kwalificatie WK 2014 Groep G № ?? «onderlinge duels» | Mozambique | 0 – 1             | Egypte | Estádio da Machava, Maputo Toeschouwers: 25.000 Scheidsrechter: Janny Sikazwe (ZAM) |
| 16 juni Kwalificatie WK 2014 Groep G № ?? «onderlinge duels» |            | 40' Mohamed Salah |        | Estádio da Machava, Maputo Toeschouwers: 25.000 Scheidsrechter: Janny Sikazwe (ZAM) |

|                                                  |        |                             |            |                        |
| 6 juli Vriendschappelijk № ?? «onderlinge duels» | Malawi | 0 – 1                       | Mozambique | Civo Stadium, Lilongwe |
| 6 juli Vriendschappelijk № ?? «onderlinge duels» |        | 36' Josemar Tiago Machaisse |            | Civo Stadium, Lilongwe |

|                                                 |                                                                 |       |                   |                      |
| 14 juli COSAFA Cup 2013 № ?? «onderlinge duels» | Zambia                                                          | 3 – 1 | Mozambique        | Nkama Stadium, Kitwe |
| 14 juli COSAFA Cup 2013 № ?? «onderlinge duels» | Bornwell Mwape 13' (pen.) Jimmy Chisenga 27' Mukuka Mulenga 76' |       | 87' Apson Manjate | Nkama Stadium, Kitwe |

|                                                 |         |                   |            |                              |
| 16 juli COSAFA Cup 2013 № ?? «onderlinge duels» | Namibië | 0 – 1             | Mozambique | Arthur Davies Stadium, Kitwe |
| 16 juli COSAFA Cup 2013 № ?? «onderlinge duels» |         | 43' Apson Manjate |            | Arthur Davies Stadium, Kitwe |

|                                                 |        |                   |            |  |
| 18 juli COSAFA Cup 2013 № ?? «onderlinge duels» | Angola | 0 – 1             | Mozambique |  |
| 18 juli COSAFA Cup 2013 № ?? «onderlinge duels» |        | 44' Apson Manjate |            |  |

|                                                                        |                                                                |       |         |                            |
| 28 juli Kwalificatie African Championship 2014 № ?? «onderlinge duels» | Mozambique                                                     | 3 – 0 | Namibië | Estádio da Machava, Maputo |
| 28 juli Kwalificatie African Championship 2014 № ?? «onderlinge duels» | Almiro Lobo 30' (pen.) Dario Ivan Khan 63' Mario Sinamunda 72' |       |         | Estádio da Machava, Maputo |

|                                                                           |                                                        |       |            |                                                                       |
| 3 augustus Kwalificatie African Championship 2014 № ?? «onderlinge duels» | Namibië                                                | 3 – 0 | Mozambique | Onafhankelijkheidstadion, Windhoek Scheidsrechter: Joshua Bondo (BOT) |
| 3 augustus Kwalificatie African Championship 2014 № ?? «onderlinge duels» | Riaan Cloete 51' Roger Katjiteo 85' Roger Katjiteo 92' |       |            | Onafhankelijkheidstadion, Windhoek Scheidsrechter: Joshua Bondo (BOT) |

|                                                                            |            |       |        |                                                                  |
| 25 augustus Kwalificatie African Championship 2014 № ?? «onderlinge duels» | Mozambique | 0 – 0 | Angola | Estádio da Machava, Maputo Scheidsrechter: Norman Matemera (ZIM) |
| 25 augustus Kwalificatie African Championship 2014 № ?? «onderlinge duels» |            |       |        | Estádio da Machava, Maputo Scheidsrechter: Norman Matemera (ZIM) |

|                                                                            |                   |       |                           |                                                                  |
| 31 augustus Kwalificatie African Championship 2014 № ?? «onderlinge duels» | Angola            | 1 – 1 | Mozambique                | Estádio 11 de Novembro, Luanda Scheidsrechter: Osiase Koto (LES) |
| 31 augustus Kwalificatie African Championship 2014 № ?? «onderlinge duels» | Guedes Lupapa 10' |       | 30' Diogo António Alberto | Estádio 11 de Novembro, Luanda Scheidsrechter: Osiase Koto (LES) |

|                                                                  |                     |       |             |                                                                                |
| 8 september Kwalificatie WK 2014 Groep G № ?? «onderlinge duels» | Zimbabwe            | 1 – 1 | Mozambique  | Rufaro Stadion, Harare Toeschouwers: 7.000 Scheidsrechter: Mamadou Keita (MLI) |
| 8 september Kwalificatie WK 2014 Groep G № ?? «onderlinge duels» | Masimba Mambare 41' |       | 69' Maninho | Rufaro Stadion, Harare Toeschouwers: 7.000 Scheidsrechter: Mamadou Keita (MLI) |

|                                                       |         |       |            |                                    |
| 19 november Vriendschappelijk № ?? «onderlinge duels» | Namibië | 0 – 0 | Mozambique | Onafhankelijkheidstadion, Windhoek |
| 19 november Vriendschappelijk № ?? «onderlinge duels» |         |       |            | Onafhankelijkheidstadion, Windhoek |

### 2014
|                                                                                 |                                                                 |       |                           |                                                                                       |
| 11 januari African Championship of Nations 2014 Groep A № ?? «onderlinge duels» | Zuid-Afrika                                                     | 3 – 1 | Mozambique                | Groenpuntstadion, Kaapstad Toeschouwers: 26.328 Scheidsrechter: Gehad Grisha (Egypte) |
| 11 januari African Championship of Nations 2014 Groep A № ?? «onderlinge duels» | Bernard Parker 30' (pen.) Hlompho Kekana 58' Bernard Parker 82' |       | 11' Diogo António Alberto | Groenpuntstadion, Kaapstad Toeschouwers: 26.328 Scheidsrechter: Gehad Grisha (Egypte) |

|                                                                                 |                                                                         |       |                                          |                                                                                          |
| 15 januari African Championship of Nations 2014 Groep A № ?? «onderlinge duels» | Nigeria                                                                 | 4 – 2 | Mozambique                               | Groenpuntstadion, Kaapstad Toeschouwers: 18.407 Scheidsrechter: Aboubacar Bangoura (GUI) |
| 15 januari African Championship of Nations 2014 Groep A № ?? «onderlinge duels» | Ifeanyi Ede 11' Rabiu Ali 13' Rabiu Ali 54' (pen.) Barnabas Imenger 88' |       | 10' Dário Khan 20' Diogo António Alberto | Groenpuntstadion, Kaapstad Toeschouwers: 18.407 Scheidsrechter: Aboubacar Bangoura (GUI) |

|                                                                                 |                             |       |                                                   |                                                                                    |
| 19 januari African Championship of Nations 2014 Groep A № ?? «onderlinge duels» | Mozambique                  | 1 – 2 | Mali                                              | Athlonestadion, Kaapstad Toeschouwers: 1.000 Scheidsrechter: Mutaz Khairalla (SUD) |
| 19 januari African Championship of Nations 2014 Groep A № ?? «onderlinge duels» | Josemar Tiago Machaisse 38' |       | 48' Ibourahima Sidibé 90+3' (pen.) Idrissa Traoré | Athlonestadion, Kaapstad Toeschouwers: 1.000 Scheidsrechter: Mutaz Khairalla (SUD) |

|                                                   |                    |       |        |                                                                   |
| 5 maart Vriendschappelijk № ?? «onderlinge duels» | Mozambique         | 1 – 1 | Angola | Estádio do Zimpeto, Maputo Scheidsrechter: Wellington Kaoma (ZAM) |
| 5 maart Vriendschappelijk № ?? «onderlinge duels» | Hélder Pelembe 65' |       | 22'    | Estádio do Zimpeto, Maputo Scheidsrechter: Wellington Kaoma (ZAM) |

|                                                             |                                                               |       |             |                                                              |
| 18 mei Kwalificatie Afrika Cup 2015 № ?? «onderlinge duels» | Mozambique                                                    | 5 – 0 | Zuid-Soedan | Estádio do Zimpeto, Maputo Scheidsrechter: Denis Batte (UGA) |
| 18 mei Kwalificatie Afrika Cup 2015 № ?? «onderlinge duels» | Josemar 13' Mexer 42' Sonito 47' Sonito 54' Isac Carvalho 84' |       |             | Estádio do Zimpeto, Maputo Scheidsrechter: Denis Batte (UGA) |

|                                                  |            |                                                                                      |         |                                                             |
| 23 mei Vriendschappelijk № ?? «onderlinge duels» | Mozambique | 0 – 4                                                                                | Marokko | Estádio de São Luís, Faro Scheidsrechter: Hugo Miguel (POR) |
| 23 mei Vriendschappelijk № ?? «onderlinge duels» |            | 29' Omar El Kaddouri 36' Youssef El-Arabi 71' Aatif Chahechouhe 88' Youssef El-Arabi |         | Estádio de São Luís, Faro Scheidsrechter: Hugo Miguel (POR) |

|                                                             |             |       |            |                                                                    |
| 30 mei Kwalificatie Afrika Cup 2015 № ?? «onderlinge duels» | Zuid-Soedan | 0 – 0 | Mozambique | Khartoumstadion, Khartoum Scheidsrechter: Thierry Nkurunziza (BRI) |
| 30 mei Kwalificatie Afrika Cup 2015 № ?? «onderlinge duels» |             |       |            | Khartoumstadion, Khartoum Scheidsrechter: Thierry Nkurunziza (BRI) |

|                                                  |                     |       |             |                       |
| 6 juli Vriendschappelijk № ?? «onderlinge duels» | Malawi              | 1 – 1 | Mozambique  | Civostadion, Lilongwe |
| 6 juli Vriendschappelijk № ?? «onderlinge duels» | Chiukepo Msowoya 6' |       | 63' Maninho | Civostadion, Lilongwe |

|                                                              |                                        |       |                                        |                                                                                     |
| 20 juli Kwalificatie Afrika Cup 2015 № ?? «onderlinge duels» | Tanzania                               | 2 – 2 | Mozambique                             | Benjamin Mkapa National Stadium, Dar es Salaam Scheidsrechter: Mahmoud Ashour (EGY) |
| 20 juli Kwalificatie Afrika Cup 2015 № ?? «onderlinge duels» | Khamis Mcha 66' Khamis Mcha 71' (pen.) |       | 47' (pen.) Dominguês 90' Isac Carvalho | Benjamin Mkapa National Stadium, Dar es Salaam Scheidsrechter: Mahmoud Ashour (EGY) |

|                                                                 |                           |       |                   |                                                              |
| 3 augustus Kwalificatie Afrika Cup 2015 № ?? «onderlinge duels» | Mozambique                | 2 – 1 | Tanzania          | Estádio do Zimpeto, Maputo Scheidsrechter: Denis Batte (UGA) |
| 3 augustus Kwalificatie Afrika Cup 2015 № ?? «onderlinge duels» | Josemar 45' Dominguês 83' |       | 77' Mbwana Samata | Estádio do Zimpeto, Maputo Scheidsrechter: Denis Batte (UGA) |

|                                                                  |        |       |            |                                                                        |
| 6 september Kwalificatie Afrika Cup 2015 № ?? «onderlinge duels» | Zambia | 0 – 0 | Mozambique | Levy Mwanawasa Stadium, Ndola Scheidsrechter: Thierry Nkurunziza (BRI) |
| 6 september Kwalificatie Afrika Cup 2015 № ?? «onderlinge duels» |        |       |            | Levy Mwanawasa Stadium, Ndola Scheidsrechter: Thierry Nkurunziza (BRI) |

|                                                                   |                     |       |                    |                                                               |
| 10 september Kwalificatie Afrika Cup 2015 № ?? «onderlinge duels» | Mozambique          | 1 – 1 | Niger              | Estádio do Zimpeto, Maputo Scheidsrechter: Wish Yabarow (SOM) |
| 10 september Kwalificatie Afrika Cup 2015 № ?? «onderlinge duels» | Dominguês 5' (pen.) |       | 25' Mahamane Cissé | Estádio do Zimpeto, Maputo Scheidsrechter: Wish Yabarow (SOM) |

|                                                                 |                        |       |            |                                                                 |
| 11 oktober Kwalificatie Afrika Cup 2015 № ?? «onderlinge duels» | Mozambique             | 2 – 0 | Kaapverdië | Estádio do Zimpeto, Maputo Scheidsrechter: Mohamed Farouk (EGY) |
| 11 oktober Kwalificatie Afrika Cup 2015 № ?? «onderlinge duels» | Kito 44' Reginaldo 64' |       |            | Estádio do Zimpeto, Maputo Scheidsrechter: Mohamed Farouk (EGY) |

|                                                                 |                  |       |            |                                                                |
| 15 oktober Kwalificatie Afrika Cup 2015 № ?? «onderlinge duels» | Kaapverdië       | 1 – 0 | Mozambique | Estádio da Várzea, Praia Scheidsrechter: Mahamadou Keita (MLI) |
| 15 oktober Kwalificatie Afrika Cup 2015 № ?? «onderlinge duels» | Héldon Ramos 79' |       |            | Estádio da Várzea, Praia Scheidsrechter: Mahamadou Keita (MLI) |

|                                                                  |            |                     |        |                                                                     |
| 15 november Kwalificatie Afrika Cup 2015 № ?? «onderlinge duels» | Mozambique | 0 – 1               | Zambia | Estádio do Zimpeto, Maputo Scheidsrechter: Eric Otogo-Castane (GAB) |
| 15 november Kwalificatie Afrika Cup 2015 № ?? «onderlinge duels» |            | 67' Given Singuluma |        | Estádio do Zimpeto, Maputo Scheidsrechter: Eric Otogo-Castane (GAB) |

|                                                                  |                    |       |            |                                                                         |
| 19 november Kwalificatie Afrika Cup 2015 № ?? «onderlinge duels» | Niger              | 1 – 1 | Mozambique | Stade General Seyni Kountche, Niamey Scheidsrechter: Víctor Gomes (RSA) |
| 19 november Kwalificatie Afrika Cup 2015 № ?? «onderlinge duels» | Yacouba Moctar 83' |       | 69' Diogo  | Stade General Seyni Kountche, Niamey Scheidsrechter: Víctor Gomes (RSA) |

### 2015
|                                                    |                  |       |                                   |                                                                |
| 29 maart Vriendschappelijk № ?? «onderlinge duels» | Botswana         | 1 – 2 | Mozambique                        | Lobatsestadion, Lobatse Scheidsrechter: Omphile Phuthego (BOT) |
| 29 maart Vriendschappelijk № ?? «onderlinge duels» | Ofentse Nato 10' |       | 28' Luis Miquissone 90' Dominguês | Lobatsestadion, Lobatse Scheidsrechter: Omphile Phuthego (BOT) |

|                                                            | |       | |                                                                          |
| 25 mei COSAFA Cup 2015 Kwartfinale № ?? «onderlinge duels» | Mozambique                                                                                          | 2 – 2 | Malawi | Royal Bafokengstadion, Rustenburg Scheidsrechter: Omphile Phuthego (BOT) |
| 25 mei COSAFA Cup 2015 Kwartfinale № ?? «onderlinge duels» | Luckly Malata 10' (e.d.) Lambikani Mzava 90+1' (e.d.)                                               |       | 51' Muhammad Sulumba 90' (pen.) Lambikani Mzava                                                             | Royal Bafokengstadion, Rustenburg Scheidsrechter: Omphile Phuthego (BOT) |
| 25 mei COSAFA Cup 2015 Kwartfinale № ?? «onderlinge duels» | Strafschoppen                                                                                       |       | | Royal Bafokengstadion, Rustenburg Scheidsrechter: Omphile Phuthego (BOT) |
| 25 mei COSAFA Cup 2015 Kwartfinale № ?? «onderlinge duels» | Gildo Vilanculous Momed Hagi Luis Miquissone Isac Decarvalho Saddam Guambe Norberto Ussame Mahumane | 5 – 4 | Frank Banda Lambikani Mzava Tzigobele Kumwenda Yamikani Fodya Fisher Kondowe Luckly Malata Muhammad Sulumba | Royal Bafokengstadion, Rustenburg Scheidsrechter: Omphile Phuthego (BOT) |

|                                                             |                     |       |                                   |                                                                  |
| 28 mei COSAFA Cup 2015 Halve finale № ?? «onderlinge duels» | Botswana            | 1 – 2 | Mozambique                        | Morulengstadion, Saulspoort Scheidsrechter: Duncan Lengani (MAW) |
| 28 mei COSAFA Cup 2015 Halve finale № ?? «onderlinge duels» | Omaatla Kebatho 78' |       | 65' Isac Carvalho 88' Luís Parkim | Morulengstadion, Saulspoort Scheidsrechter: Duncan Lengani (MAW) |

|                                                       |                                     |       |            |                                                                       |
| 30 mei COSAFA Cup 2015 Finale № ?? «onderlinge duels» | Namibië                             | 2 – 0 | Mozambique | Morulengstadion, Saulspoort Scheidsrechter: Hamada Nampiandraza (MAD) |
| 30 mei COSAFA Cup 2015 Finale № ?? «onderlinge duels» | Deon Kavendji 36' Deon Kavendji 74' |       |            | Morulengstadion, Saulspoort Scheidsrechter: Hamada Nampiandraza (MAD) |

|                                                              |            |                  |        |                                                               |
| 14 juni Kwalificatie AK 2017 Groep H № ?? «onderlinge duels» | Mozambique | 0 – 1            | Rwanda | Estádio do Zimpeto, Maputo Scheidsrechter: Ndala Ngambo (COD) |
| 14 juni Kwalificatie AK 2017 Groep H № ?? «onderlinge duels» |            | 3' Ernest Sugira |        | Estádio do Zimpeto, Maputo Scheidsrechter: Ndala Ngambo (COD) |

|                                                                        | |       |                       |                                                                                  |
| 20 juni Kwalificatie African Championship 2016 № ?? «onderlinge duels» | Mozambique | 5 – 1 | Seychellen            | Estádio Chiveve, Beira Toeschouwers: 1.200 Scheidsrechter: Kulasande Qonqo (RSA) |
| 20 juni Kwalificatie African Championship 2016 № ?? «onderlinge duels» | Luis Jose Miquissone 32' Reinildo Isnard Mandava 35' Luis Jose Miquissone 42' Luis Jose Miquissone 49' Diogo Antonio Alberto 73' |       | 70' Achille Henriette | Estádio Chiveve, Beira Toeschouwers: 1.200 Scheidsrechter: Kulasande Qonqo (RSA) |

|                                                                       |            |                                                                   |            |                                                                    |
| 4 juli Kwalificatie African Championship 2016 № ?? «onderlinge duels» | Seychellen | 0 – 4                                                             | Mozambique | Stade Linité, Victoria Scheidsrechter: Andofetra Rakotojaona (MAD) |
| 4 juli Kwalificatie African Championship 2016 № ?? «onderlinge duels» |            | 14' Luis Jose Miquissone 21' Isac Carvalho 37' Gildo 44' Reinildo |            | Stade Linité, Victoria Scheidsrechter: Andofetra Rakotojaona (MAD) |

|                                                                  |                   |       |            |                                                                     |
| 6 september Kwalificatie AK 2017 Groep H № ?? «onderlinge duels» | Mauritius         | 1 – 0 | Mozambique | Stade Anjalay, Pamplemousses Scheidsrechter: Djamal Aden Abdi (DJI) |
| 6 september Kwalificatie AK 2017 Groep H № ?? «onderlinge duels» | Fabien Pithia 47' |       |            | Stade Anjalay, Pamplemousses Scheidsrechter: Djamal Aden Abdi (DJI) |

|                                                                           |                                                            |       |            |                                                                        |
| 17 oktober Kwalificatie African Championship 2016 № ?? «onderlinge duels» | Zambia                                                     | 3 – 0 | Mozambique | Levy Mwanawasastadion, Ndola Scheidsrechter: Hamada Nampiandraza (MAD) |
| 17 oktober Kwalificatie African Championship 2016 № ?? «onderlinge duels» | Winston Kalengo 77' Conlyde Luchanga 80' Spencer Sautu 89' |       |            | Levy Mwanawasastadion, Ndola Scheidsrechter: Hamada Nampiandraza (MAD) |

|                                                                           |                       |       |                  |                                                                  |
| 25 oktober Kwalificatie African Championship 2016 № ?? «onderlinge duels» | Mozambique            | 1 – 1 | Zambia           | Estádio da Machava, Matola Scheidsrechter: Norman Matemera (ZIM) |
| 25 oktober Kwalificatie African Championship 2016 № ?? «onderlinge duels» | Momed Hagi 83' (pen.) |       | 26' Festus Mbewe | Estádio da Machava, Matola Scheidsrechter: Norman Matemera (ZIM) |

|                                                                                 |                    |       |       |                                                                   |
| 11 november Kwalificatie WK 2018 Tweede ronde № ?? «onderlinge duels» 19:00 uur | Mozambique         | 1 – 0 | Gabon | Estádio do Zimpeto, Maputo Scheidsrechter: Parmendra Nunkoo (MRI) |
| 11 november Kwalificatie WK 2018 Tweede ronde № ?? «onderlinge duels» 19:00 uur | Hélder Pelembe 54' |       |       | Estádio do Zimpeto, Maputo Scheidsrechter: Parmendra Nunkoo (MRI) |

|                                                                                 |                                                                                   |              |                                                                          |                                                                    |
| 14 november Kwalificatie WK 2018 Tweede ronde № ?? «onderlinge duels» 18:00 uur | Gabon                                                                             | 1 – 0 (n.v.) | Mozambique                                                               | Stade d'Angondjé, Libreville Scheidsrechter: Bernard Camille (SEY) |
| 14 november Kwalificatie WK 2018 Tweede ronde № ?? «onderlinge duels» 18:00 uur | Malick Evouna 2'                                                                  |              |                                                                          | Stade d'Angondjé, Libreville Scheidsrechter: Bernard Camille (SEY) |
| 14 november Kwalificatie WK 2018 Tweede ronde № ?? «onderlinge duels» 18:00 uur | Strafschoppen                                                                     |              |                                                                          | Stade d'Angondjé, Libreville Scheidsrechter: Bernard Camille (SEY) |
| 14 november Kwalificatie WK 2018 Tweede ronde № ?? «onderlinge duels» 18:00 uur | Andre Poko Mario Lemina Merlin Tanajigora Johann Obiang Pierre-Emerick Aubameyang | 4 – 3        | Junior Zainadine Luis Miquissone Clesio Bouque Elias Pelembe Almiro Lobo | Stade d'Angondjé, Libreville Scheidsrechter: Bernard Camille (SEY) |

### 2016
|                                                    |                                                   |       |                   |                                                              |
| 24 maart Kwalificatie AK 2017 № «onderlinge duels» | Ghana                                             | 3 – 1 | Mozambique        | Accrastadion, Accra Scheidsrechter: Bouchaïb El Ahrach (MAR) |
| 24 maart Kwalificatie AK 2017 № «onderlinge duels» | Frank Acheampong 5' John Boye 56' Jordan Ayew 58' |       | 67' Cesar Manjate | Accrastadion, Accra Scheidsrechter: Bouchaïb El Ahrach (MAR) |

|                                                    |            |       |       |                                                              |
| 27 maart Kwalificatie AK 2017 № «onderlinge duels» | Mozambique | 0 – 0 | Ghana | Estádio do Zimpeto, Maputo Scheidsrechter: Denis Batte (UGA) |
| 27 maart Kwalificatie AK 2017 № «onderlinge duels» |            |       |       | Estádio do Zimpeto, Maputo Scheidsrechter: Denis Batte (UGA) |

|                                                  |                                             |       |                                        |                                                           |
| 4 juni Kwalificatie AK 2017 № «onderlinge duels» | Rwanda                                      | 2 – 3 | Mozambique                             | Amahorostadion, Kigali Scheidsrechter: Joshua Bondo (BOT) |
| 4 juni Kwalificatie AK 2017 № «onderlinge duels» | Jacques Tuyisenge 37' Jacques Tuyisenge 79' |       | 10' Dominguês 45' Sonito 80' Dominguês | Amahorostadion, Kigali Scheidsrechter: Joshua Bondo (BOT) |

|                                                          |                     |       |            |                                                                                            |
| 19 juni COSAFA Cup 2016 Kwartfinale № «onderlinge duels» | Congo-Kinshasa      | 1 – 0 | Mozambique | Onafhankelijkheidsstadion, Windhoek Toeschouwers: 2.400 Scheidsrechter: Victor Gomes (RSA) |
| 19 juni COSAFA Cup 2016 Kwartfinale № «onderlinge duels» | Nelson Munganga 37' |       |            | Onafhankelijkheidsstadion, Windhoek Toeschouwers: 2.400 Scheidsrechter: Victor Gomes (RSA) |

|                                                              |                                                         |       |            |                                                                  |
| 21 juni COSAFA Cup 2016 Verliezersronde № «onderlinge duels» | Namibië                                                 | 3 – 0 | Mozambique | Sam Nujomastadion, Windhoek Scheidsrechter: Simanga Nhleko (SWZ) |
| 21 juni COSAFA Cup 2016 Verliezersronde № «onderlinge duels» | Itamunua Keimuine 50' Deon Hotto 73' Hendrik Somaeb 85' |       |            | Sam Nujomastadion, Windhoek Scheidsrechter: Simanga Nhleko (SWZ) |

|                                                       |                     |       |           |                                                                           |
| 3 september Kwalificatie AK 2017 № «onderlinge duels» | Mozambique          | 1 – 0 | Mauritius | Estádio do Zimpeto, Maputo Scheidsrechter: Mohamed Hussein El Fadil (SUD) |
| 3 september Kwalificatie AK 2017 № «onderlinge duels» | Bheu Januário 90+5' |       |           | Estádio do Zimpeto, Maputo Scheidsrechter: Mohamed Hussein El Fadil (SUD) |

|                                                  |                               |       |            |                                                           |
| 9 oktober Vriendschappelijk № «onderlinge duels» | Togo                          | 2 – 0 | Mozambique | Stade de Kégué, Lomé Scheidsrechter: Joseph Lamptey (GHA) |
| 9 oktober Vriendschappelijk № «onderlinge duels» | Kodjo Laba 39' Kodjo Laba 47' |       |            | Stade de Kégué, Lomé Scheidsrechter: Joseph Lamptey (GHA) |

|                                                  |                 |       |            |                                                                               |
| 9 oktober Vriendschappelijk № «onderlinge duels» | Kenia           | 1 – 0 | Mozambique | Moi International Sports Complex, Nairobi Scheidsrechter: Israel Mpaima (KEN) |
| 9 oktober Vriendschappelijk № «onderlinge duels» | Eric Johana 16' |       |            | Moi International Sports Complex, Nairobi Scheidsrechter: Israel Mpaima (KEN) |

|                                                              |            |       |                     |                                                                    |
| 15 november Vriendschappelijk № «onderlinge duels» 18:00 uur | Mozambique | 1 – 1 | Zuid-Afrika         | Estádio do Zimpeto, Maputo Scheidsrechter: Mbongseni Fakudze (SWZ) |
| 15 november Vriendschappelijk № «onderlinge duels» 18:00 uur | Clésio 25' |       | 56' Bradley Grobler | Estádio do Zimpeto, Maputo Scheidsrechter: Mbongseni Fakudze (SWZ) |

### 2017
|                                                           |                                  |       |        |                                                                   |
| 25 maart Vriendschappelijk № «onderlinge duels» 20:00 uur | Mozambique                       | 2 – 0 | Angola | Estádio do Zimpeto, Maputo Scheidsrechter: Thulani Sibandze (SWZ) |
| 25 maart Vriendschappelijk № «onderlinge duels» 20:00 uur | Clésio 57' Herenílson 73' (e.d.) |       |        | Estádio do Zimpeto, Maputo Scheidsrechter: Thulani Sibandze (SWZ) |

|                                                           |                    |       |         |                                                             |
| 28 maart Vriendschappelijk № «onderlinge duels» 20:00 uur | Mozambique         | 1 – 0 | Lesotho | Estádio Chiveve, Beira Scheidsrechter: Helder Martins (ANG) |
| 28 maart Vriendschappelijk № «onderlinge duels» 20:00 uur | Dayo Antonio 90+1' |       |         | Estádio Chiveve, Beira Scheidsrechter: Helder Martins (ANG) |

|                                                                     |        |                    |            |                                                                 |
| 10 juni Kwalificatie AK 2019 Groep K № «onderlinge duels» 15:00 uur | Zambia | 0 – 1              | Mozambique | Levy Mwanawasastadion, Ndola Scheidsrechter: Victor Gomes (RSA) |
| 10 juni Kwalificatie AK 2019 Groep K № «onderlinge duels» 15:00 uur |        | 90' Stanley Ratifo |            | Levy Mwanawasastadion, Ndola Scheidsrechter: Victor Gomes (RSA) |

|                                                                |            |                                                                               |          |                                                                   |
| 26 juni COSAFA Cup 2017 Groep B № «onderlinge duels» 17:00 uur | Mozambique | 0 – 4                                                                         | Zimbabwe | Morulengstadion, Saulspoort Scheidsrechter: Ahmad Heeralall (MRI) |
| 26 juni COSAFA Cup 2017 Groep B № «onderlinge duels» 17:00 uur |            | 45+2' Ovidy Karuru 66' Ovidy Karuru 78' Ocean Mushure 90+3' Blessing Majarira |          | Morulengstadion, Saulspoort Scheidsrechter: Ahmad Heeralall (MRI) |

|                                                                |                   |       |                              |                                   |
| 28 juni COSAFA Cup 2017 Groep B № «onderlinge duels» 19:30 uur | Seychellen        | 1 – 2 | Mozambique                   | Royal Bafokengstadion, Rustenburg |
| 28 juni COSAFA Cup 2017 Groep B № «onderlinge duels» 19:30 uur | Roddy Melanie 63' |       | 48' Telinho 70' Joao Simango | Royal Bafokengstadion, Rustenburg |

|                                                                |             |       |                                                   |                                                                |
| 30 juni COSAFA Cup 2017 Groep B № «onderlinge duels» 17:00 uur | Mozambique  | 1 – 4 | Madagaskar                                        | Morulengstadion, Saulspoort Scheidsrechter: Victor Gomes (RSA) |
| 30 juni COSAFA Cup 2017 Groep B № «onderlinge duels» 17:00 uur | Arnaldo 30' |       | 8' Bela 34' Bila 54' Bela 79' Rinjala Raherinaivo | Morulengstadion, Saulspoort Scheidsrechter: Victor Gomes (RSA) |

|                                                               |                                                       |       |                                 |                                                                   |
| 16 juli Kwalificatie CHAN 2018 № «onderlinge duels» 14:30 uur | Madagaskar                                            | 2 – 2 | Mozambique                      | Mahamasinastadion, Antananarivo Scheidsrechter: Ali Adelaïd (COM) |
| 16 juli Kwalificatie CHAN 2018 № «onderlinge duels» 14:30 uur | Njiva Rakotoharimalala 45' Njiva Rakotoharimalala 51' |       | 5' Salomão Mondlane 57' Maninho | Mahamasinastadion, Antananarivo Scheidsrechter: Ali Adelaïd (COM) |

|                                                               |            |                                                |            |                                                                   |
| 23 juli Kwalificatie CHAN 2018 № «onderlinge duels» 15:00 uur | Mozambique | 0 – 2                                          | Madagaskar | Estádio do Zimpeto, Maputo Scheidsrechter: Tirelo Mositwane (BOT) |
| 23 juli Kwalificatie CHAN 2018 № «onderlinge duels» 15:00 uur |            | 61' Tojo Fanomezana 90' Njiva Rakotoharimalala |            | Estádio do Zimpeto, Maputo Scheidsrechter: Tirelo Mositwane (BOT) |

### 2018
|                                                               |                                                         |       |                     |                                                                                          |
| 27 mei COSAFA Cup 2018 Groep A № «onderlinge duels» 14:00 uur | Madagaskar                                              | 2 – 1 | Mozambique          | Peter Mokabastadion, Pietersburg Toeschouwers: 250 Scheidsrechter: Bernard Camille (SEY) |
| 27 mei COSAFA Cup 2018 Groep A № «onderlinge duels» 14:00 uur | Andriamirado Andrianarimanana 7' Toky Andriamanjato 62' |       | 53' Luís Miquissone | Peter Mokabastadion, Pietersburg Toeschouwers: 250 Scheidsrechter: Bernard Camille (SEY) |

|                                                               |                                                     |       |         |                                                                  |
| 29 mei COSAFA Cup 2018 Groep A № «onderlinge duels» 17:00 uur | Mozambique                                          | 3 – 0 | Comoren | Seshegostadion, Pietersburg Scheidsrechter: Jackson Pavaza (NAM) |
| 29 mei COSAFA Cup 2018 Groep A № «onderlinge duels» 17:00 uur | Jeitoso 39' Luís Miquissone 44' Luís Miquissone 72' |       |         | Seshegostadion, Pietersburg Scheidsrechter: Jackson Pavaza (NAM) |

|                                                               |                                        |       |                   |                                                                          |
| 31 mei COSAFA Cup 2018 Groep A № «onderlinge duels» 17:30 uur | Mozambique                             | 2 – 1 | Seychellen        | Peter Mokabastadion, Pietersburg Scheidsrechter: Thando Ndzandzeka (RSA) |
| 31 mei COSAFA Cup 2018 Groep A № «onderlinge duels» 17:30 uur | Luís Miquissone 11' (pen.) Jeitoso 74' |       | 52' Elijah Tamboo | Peter Mokabastadion, Pietersburg Scheidsrechter: Thando Ndzandzeka (RSA) |

FMF · 
A-internationals · 
Mozambikaans vrouwenelftal
1970 – 1979 · 
1980 – 1989 · 
1990 – 1999 · 
2000 – 2009 · 
2010 – 2019 ·
2020 − 2029
Afrika Cup 1986 · 
Afrika Cup 1996 · 
Afrika Cup 1998 · 
Afrika Cup 2010
Algerije ·
Angola ·
Benin ·
Botswana ·
Burkina Faso ·
Centraal-Afrikaanse Republiek ·
Comoren ·
Congo-Brazzaville ·
Congo-Kinshasa ·
Egypte ·
Eritrea ·
Ethiopië ·
Gabon ·
Ghana ·
Guinee ·
Guinee-Bissau ·
Ivoorkust ·
Kaapverdië ·
Kameroen ·
Kenia ·
Lesotho ·
Libië ·
Madagaskar ·
Malawi ·
Mali ·
Marokko ·
Mauritanië ·
Mauritius ·
Namibië ·
Niger ·
Nigeria ·
Oeganda ·
Oman ·
Portugal ·
Rwanda ·
Senegal ·
Seychellen ·
Soedan ·
Somalië ·
Swaziland ·
Tanzania ·
Togo ·
Tunesië ·
Vietnam ·
Zambia ·
Zimbabwe ·
Zuid-Afrika ·
Zuid-Soedan
AFC-zone: Afghanistan · Australië · Bahrein · Bangladesh · Bhutan · Brunei · Cambodja · China · Chinees Taipei · Filipijnen · Guam · Hongkong · India · Indonesië · Iran · Irak · Japan · Jemen · Jordanië · Koeweit · Kirgizië · Laos · Libanon · Macau · Maleisië · Maldiven · Mongolië · Myanmar · Nepal · Noord-Korea · Oezbekistan · Oman · Oost-Timor · Pakistan · Palestina · Qatar · Saoedi-Arabië · Singapore · Sri Lanka · Syrië · Tadjikistan · Thailand · Turkmenistan · Verenigde Arabische Emiraten · Vietnam · Zuid-Korea

CAF-zone: Algerije · Angola · Benin · Botswana · Burkina Faso · Burundi · Centraal-Afrikaanse Republiek · Comoren · Congo-Brazzaville · Congo-Kinshasa · Djibouti · Egypte · Equatoriaal-Guinea · Eritrea · Ethiopië · Gabon · Gambia · Ghana · Guinee · Guinee-Bissau · Ivoorkust · Kaapverdië · Kameroen · Kenia · Lesotho · Liberia · Libië · Madagaskar · Malawi · Mali · Mauritanië · Mauritius · Marokko · Mozambique · Namibië · Niger · Nigeria · Oeganda · Rwanda · Sao Tomé en Principe · Senegal · Seychellen · Sierra Leone · Soedan · Somalië · Swaziland · Tanzania · Togo · Tsjaad · Tunesië · Zambia · Zimbabwe · Zuid-Afrika · Zuid-Soedan 

CONCACAF-zone: Amerikaanse Maagdeneilanden · Anguilla · Antigua en Barbuda · Aruba · Bahama's · Barbados · Belize · Bermuda · Britse Maagdeneilanden · Canada · Kaaimaneilanden · Costa Rica · Cuba · Curaçao · Dominica · Dominicaanse Republiek · El Salvador · Frans Guyana · Grenada · Guadeloupe · Guatemala · Guyana · Haïti · Honduras · Jamaica · Martinique · Mexico · Montserrat · 
Nicaragua · Panama · Puerto Rico · Saint Kitts en Nevis · Saint Lucia · Saint Vincent en de Grenadines · Sint Maarten · Suriname · Trinidad en Tobago · Turks- en Caicoseilanden · Verenigde Staten

CONMEBOL-zone: Argentinië · Bolivia · Brazilië · Chili · Colombia · Ecuador · Paraguay · Peru · Uruguay · Venezuela

OFC-zone: Amerikaans-Samoa · Cookeilanden · Fiji · Nieuw-Caledonië · Nieuw-Zeeland · Papoea-Nieuw-Guinea · Samoa · Salomoneilanden · Tahiti · Tonga · Vanuatu

UEFA-zone: Albanië · Andorra · Armenië · Azerbeidzjan · België · Bosnië en Herzegovina · Bulgarije · Cyprus · Denemarken · Duitsland · Engeland · Estland · Faeröer · Finland · Frankrijk · Georgië · Gibraltar · Griekenland · Hongarije · IJsland · Ierland · Israël · Italië · Kazachstan · Kosovo · Kroatië · Letland · Liechtenstein · Litouwen · Luxemburg · Macedonië · Malta · Moldavië · Montenegro · Nederland · Noord-Ierland · Noorwegen · Oekraïne · Oostenrijk · Polen · Portugal · Roemenië · Rusland · San Marino · Schotland · Servië · Slovenië · Slowakije · Spanje · Tsjechië · Turkije · Wales · Wit-Rusland · Zweden · Zwitserland